# Chuck Lorre
Chuck Lorre (n. Charles Michael Levine pe 18 octombrie 1952) este un scriitor, regizor, producător și compozitor american ce a creat mai multe sitcomuri, dintre care cele mai cunoscute sunt Grace Under Fire, Dharma & Greg, Doi bărbați și jumătate și Teoria Big Bang.
El a compus hit-ul "French Kissin' In The USA" pentru Deborah Harry din albumul Rockbird din 1986.

## Biografie
Lorre s-a născut în Long Island pe 18 octombrie 1952.
El a urmat cursurile universității State University of New York at Potsdam, dar a abandonat-o după doi ani.
După plecarea de la școală, el a făcut turul Statelor Unite ca chitarist și compozitor. În 1986, Lorre și-a îndreptat atenția către televiziune.
Lorre este căsătorit cu actrița Karen Witter. Ei au doi copii, Asa și Nikki.
Pe 12 martie 2009, Lorre a primit o stea pe Hollywood Walk of Fame.
Pe 17 mai 2009, Lorre a primit Gradul Onorific de Doctor în Humane Letters din partea State University of New York at Potsdam.

## Vanity Cards
La sfârșitul majorității episodelor sitcom-urilor sale, Lorre pune un mic mesaj, eseu sau observație despre viață, pentru câteva secunde. El le postează și pe site-ul personal. CBS i-a cenzurat poveștile de mai multe ori.

## Filmografie
- Roseanne, 1990-1992, (writer, co-executive producer/supervising producer)
- Grace Under Fire, 1993-1998 (creator, writer, co-executive producer/supervising producer)
- Cybill, 1995-1998 (creator, writer and executive producer)
- Dharma & Greg, 1997-2002 (creator, writer, executive producer)
- Doi bărbați și jumătate, 2003-2015(creator, writer, executive producer)
- Teoria Big Bang, 2007-2019 (creator, writer, executive producer)

### Muzică
Lorre a câștigat BMI Television Music Awards în 2004, 2005 și 2008 pentru Two and a Half Men. De asemenea, el a compus, împreună cu Dennis Challen Brown, tema muzicală a serialului din 1987, Teenage Mutant Ninja Turtles.

## Adrese externe
- Chuck Lorre la Internet Movie Database
- Chuck Lorre Productions - sit oficial